# 齊胡公
齊胡公（？—前860年），姜姓，名靜，是姜齊的第六任國君，齊哀公之弟。
紀國侯姜靖公向周天子進讒，以致周夷王烹殺齊哀公，立公子靜為君，是為胡公。為防紀國暗算，前862年齊胡公從營丘（今臨淄）遷都薄姑（臨淄西北五十里），此舉對齊人影響甚鉅。齊哀公同母弟公子山故有怨言，與私黨率營丘人殺死胡公，將胡公之子驅逐出境，又把首都從薄姑遷回營丘，是為齊獻公。

## 家族
- 兄：齊哀公，因紀國侯姜靖公向周夷王密告，致其被周朝烹殺而死。

- 弟：齊獻公山，齊哀公的同母弟，也是齊胡公的異母弟，因齊胡公遷都之事，與私黨夥同營丘人發動政變，殺胡公，將胡公所有兒子全部驅逐出境。

- 子女：齊胡公之子們在後來齊厲公之亂被齊人迎回齊國，全部戰死。